# اکالنهالی مالنا – هالی
اکالنهالی مالنا-هالی (به انگلیسی: Akkalenahalli Mallena – Halli) یک روستا در هند است که در کارناتاکا واقع شده‌است.